# Попелиця капустяна
Попелиця капустяна (Brevicoryne brassicae) — вид напівтвердокрилих комах родини справжніх попелиць (Aphididae). Вид є шкідником багатьох видів продуктів; вражає капусту, брокколі, брюссельську капусту, цвітну капусту та багато інших представників роду Brassica, але не харчується рослинами поза родиною Brassicaceae.

## Поширення
Вид походить з Європи, але поширився по всьому світі у сільськогосподарських регіонах.

## Опис і життєвий цикл
Комаха зеленого кольору з білим або сірим нальотом. Тіло завдовжки 2-2,5 мм. Спинна сторона тіла має темно-зелені поперечні смуги і часто невеликі темні хітинові щитки, розмір яких збільшується до заднього кінця тварини. Вусики коротші за тіло. Хвостик кінчика заднього тіла короткий і широко трикутний, а трубки воскових залоз дуже короткі, щонайбільше довжини хвоста і потовщені посередині. Кінцівки та вусики світло-коричневі, воскові протоки та хвост бліді. Голова, середня частина тіла, кінцівки і вусики крилатих особин темні, а жовтувата спина тіла має темну поперечну лінію.
Живе колоніями на різних рослинах родини Brassicaceae. Існує два типи дорослих особин — з крилами або без них. Перші яйця вилуплюються в лютому. На початку сезону першими з'являються безкрилі імаго. Розмножуються спочатку шляхом партеногенезу. Одна незаймана репродуктивна самиця живе близько 30 днів і народжує близько 40 дитинчат. У теплих регіонах буває до 15 поколінь за рік. Восени розмножуються статевим шляхом. Яйцекладна самиця дає близько 10 яєць.
Комахи завдають шкоди рослинам укусами та медяною росою. Попелиця послаблює ріст і цвітіння рослин, викликає появу жовтих плям на листках і засихання листя. Капустяна попелиця поширює принаймні 17 вірусних хвороб рослин.